# Виларинью-де-Сан-Роман
Виларинью-де-Сан-Роман (порт. Vilarinho de São Romão)  —  населённый пункт и район в Португалии,  входит в округ Вила-Реал. Является составной частью муниципалитета  Саброза. По старому административному делению входил в провинцию Траз-уж-Монтиш и Алту-Дору. Входит в экономико-статистический  субрегион Доуру, который входит в Северный регион. Население составляет 361 человек на 2001 год. Занимает площадь 6,27 км².